# Siegfried Rundel

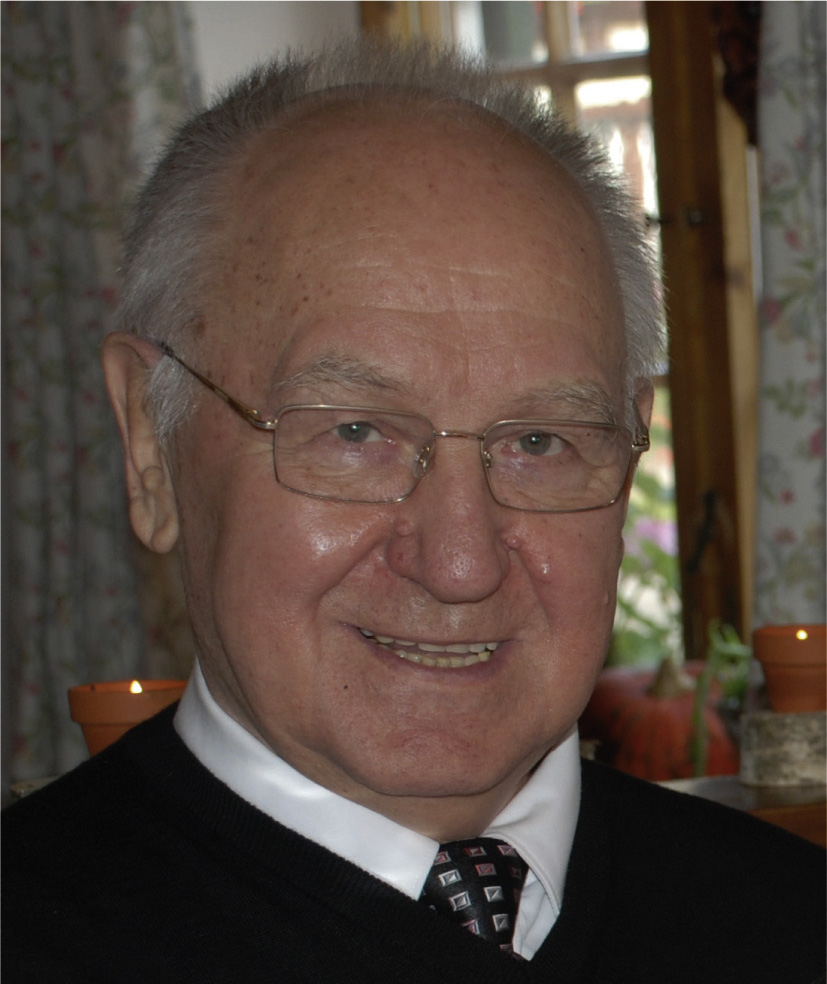
Rundel in 2009

Siegfried Rundel (Bußmannshausen, 27 april 1940 – Memmingen, 9 april 2009) was een Duits componist, arrangeur en muziekuitgever.

## Levensloop
Rundel groeide op met de blaasmuziek. In 1964 richtte hij een muziekuitgeverij op, die aanvankelijk vooral werken van een Amerikaanse uitgaven voor harmonieorkest in hun winkel had. Naast eigen composities publiceert hij in grotere omvang intussen ook werken van andere Duitse, Tsjechische, Oostenrijkse en Zwitserse componisten. Zijn eigen werken zijn uitsluitend voor blaasorkest geschreven.

## Composities

### Werken voor harmonieorkest
- 1989 In Harmonie vereint, mars
- 1991 Wir grüssen mit Musik, mars
- 1992 Gott zur Ehre, processiemars
- 1992 Urlaubsfreuden, wals
- 1993 Ein Haus voll Glorie schauet, processiemars
- 1993 Unser Schwabenland, mars
- 1995 Crans-Montana, mars
- 1997 Der fesche Toni, polka
- 1997 Schloß Horneburg
- 2003 Melodie und Harmonie, mars
- 2004 Egerländer Fuhrmannsmarsch
- 2004 Wohin-Polka
- 2006 Im schönen Böhmerwald, walsen-selectie
- 2006 Von der Alb zur Donau
- Annafest-Polka
- Ascona, mars
- Biberacher Kreismarsch - tekst: Erich Margenberg
- Blasmusik macht Laune, selectie
- Blütenwalzer
- Ein wunderschöner Tag
- Ferienfahrt
- Flott voran
- Freundschaftsklänge
- Für meine Freunde
- Ins Land hinaus
- Jungbläsertreffen
- Marcia festiva, processiemars
- Musikantengruß
- Musikantentreffen, mars
- San Angelo
- So klingt's aus Stadt und Land
- Telstar, mars
- Vom Egerland zum Moldaustrand, polka-selectie